# 中国郑开国际马拉松赛
中国郑开国际马拉松赛是由河南省体育局、郑州市人民政府、开封市人民政府和中国田径协会于每年春季在河南省连接郑州市和开封市的郑开大道举行的大型常设性国际体育赛事。

## 历史
郑开国际马拉松赛最早于2006年8月由郑州民间倡议，中国国家体育总局田径运动管理中心于2007年2月15日正式批复该赛事，同年5月6日，首届中国郑开国际马拉松赛正式开赛。截至2014年已经举办了8届。